# 小行星6195
小行星6195（英語：6195 Nukariya）是一颗围绕太阳公转的小行星。1990年11月13日，圓舘金、渡邊和郎在北见发现了此天体。
这颗小行星的绝对星等为307.17564等。